# Список объектов всемирного наследия ЮНЕСКО в Польше
В списке Всемирного наследия ЮНЕСКО в Республике Польша значится 16 наименований (на 2019 год), это составляет 1,2 % от общего числа (1248 на 2025 год). 15 объектов включены в список по культурным критериям, причём 3 из них признаны шедеврами человеческого гения (критерий i), а другой оставшийся объект включён по природным критериям, причём он признан природным феноменом исключительной красоты и эстетической важности (критерий vii). Кроме этого, по состоянию на 2017 год, 5 объектов на территории Польши находятся в числе кандидатов на включение в список всемирного наследия. Польская Народная Республика ратифицировала Конвенцию об охране всемирного культурного и природного наследия 29 июня 1976 года. Первые два объекта, находящиеся на территории Польши были занесены в список в 1978 году на 2-й сессии Комитета всемирного наследия ЮНЕСКО.

## Список
В данной таблице объекты расположены в порядке их добавления в список всемирного наследия ЮНЕСКО.
| #  | Изображение | Название | Местоположение                                                  | Время создания        | Год внесения в список | №      | Критерии    |
| -- | ----------- | --- | --------------------------------------------------------------- | --------------------- | --------------------- | ------ | ----------- |
| 1  |             | Исторический центр Кракова (пол. Stare Miasto w Krakowie) | Город: Краков Воеводство: Малопольское                          | XIV век               | 1978                  | № 29   | iv          |
| 2  |             | Королевские соляные шахты в Величке и Бохне (пол. Królewskie Kopalnie Soli w Wieliczce i Bochni) | Город: Величка, Бохня Воеводство: Малопольское                  | X век                 | 1978, 2008, 2013      | № 32   | iv          |
| 3  |             | Концентрационный лагерь Аушвиц-Биркенау (пол. Obóz Koncentracyjny Auschwitz-Birkenau) | Город: Освенцим Воеводство: Малопольское                        | 1940                  | 1979                  | № 31   | vi          |
| 4  |             | Беловежский национальный парк (пол. Białowieski Park Narodowy) | Воеводство: Подляское (Совместно с Белоруссией )                | 1932                  | 1979, 1992, 2014      | № 33   | vii         |
| 5  |             | Исторический центр Варшавы (пол. Stare Miasto w Warszawie) | Город: Варшава Воеводство: Мазовецкое                           | 1300                  | 1980                  | № 30   | ii, vi      |
| 6  |             | Старый город Замостье (пол. Osiedle Stare Miasto w Zamościu) | Город: Замосць Воеводство Люблинское                            | 1578                  | 1992                  | № 564  | iv          |
| 7  |             | Замок Тевтонского ордена в городе Мальборк (пол. Zamek w Malborku) | Город: Мальборк Воеводство: Поморское                           | 1308                  | 1997                  | № 847  | ii, iii, iv |
| 8  |             | Средневековая часть города Торунь (пол. Toruń) | Город: Торунь Воеводство: Куявско-Поморское                     | XII век               | 1997                  | № 835  | ii, iv      |
| 9  |             | Кальвария-Зебжидовска: монастырский архитектурно-парковый комплекс (пол. Kalwaria Zebrzydowska) | Город: Кальваря-Зебжидовска Воеводство: Малопольское            | 1558                  | 1999                  | № 905  | ii, iv      |
| 10 |             | Церкви Мира в городах Явор и Свидница (пол. Kościół Pokoju) | Города: Явор, Свидница Воеводство: Нижнесилезское               | XVII век              | 2001                  | № 1054 | iii, iv, vi |
| 11 |             | Деревянные церкви в Южной Малой Польше (пол. Drewniane kościoły południowej Małopolski) | Воеводства: Малопольское, Подкарпатское                         | Позднее Средневековье | 2003                  | № 1053 | iii, iv     |
| 12 |             | Парк Мужаковский в городе Ленкница (пол. Park Mużakowski) | Воеводство: Любушское (Совместно с Германией )                  | 1815                  | 2004                  | № 1127 | i, iv       |
| 13 |             | Зал Столетия в городе Вроцлав (пол. Hala Stulecia) | Город: Вроцлав Воеводство: Нижнесилезское                       | 1911—1913             | 2006                  | № 1165 | i, ii, iv   |
| 14 |             | Деревянные церкви Карпатского региона на территории Польши и Украины (пол. Drewniane kościoły w polskich i ukraińskich Karpatach)                                                                              | Воеводства: Малопольское, Подкарпатское (совместно с Украиной ) | XVI — XIX века        | 2013                  | № 1424 | iii, iv     |
| 15 |             | Рудник по добыче свинцовых, серебряных и цинковых руд с системой водоотлива в Тарновске-Гуры (пол. Kopalnia rud ołowiu, srebra i cynku wraz z systemem gospodarowania wodami podziemnymi w Tarnowskich Górach) | Воеводство: Силезское                                           | с XVI века            | 2017                  | 1539   | i, ii, iv   |
| 16 |             | Кшемёнки, доисторические кремнёвые копи (пол. Krzemionki) | Воеводство: Свентокшиское                                       | 3900—1600 до н. э.    | 2019                  | 1599   | iii, iv     |

## Предварительный список
В таблице объекты расположены в порядке их добавления в предварительный список. В данном списке указаны объекты, предложенные правительством Польши в качестве кандидатов на занесение в список всемирного наследия.
| # | Изображение | Название | Местоположение | Время создания | Год внесения в список | №    | Критерии   |
| - | ----------- | --- | --- | -------------- | --------------------- | ---- | ---------- |
| 1 |             | Старинный город Гданьск (пол. Gdańsk) | Город: Гданьск Воеводство: Поморское | 997            | 2005                  | 530  | ii, iv, vi |
| 2 |             | Августовский канал (пол. Kanał Augustowski) | Ближайший город: Августов Воеводство: Подляское                                                                                              | XIX век        | 2006                  | 2101 | i, iii     |
| 3 |             | Ущелья на реке Дунаец (пол. Przełom Dunajca) | Ближайший город: Недзица Воеводство: Малопольское                                                                                            | —              | 2006                  | 2102 | не указаны |
| 4 |             | Расширение совместного объекта всемирного наследия «Девственные буковые леса Карпат и древние леса Германии» а) Девственный лес Бещадского национального парка | Воеводство: Подкарпатское (совместно с Австрией, Албанией, Бельгией, Болгарией, Испанией, Италией, Румынией, Словенией, Украиной, Хорватией) | —              | 2015                  | 6018 | ix         |